# Pinsà rosat superb
El pinsà rosat superb (Carpodacus pulcherrimus) és una espècie d'ocell de la família dels fringíl·lids (Fringillidae) que es considerava coespecífic de Carpodacus davidianus.

## Hàbitat i distribució
Habita zones obertes i boscos de pins de l'Himàlaia del nord de l'Índia, el Nepal, Bhutan i sud del Tibet.

## Taxonomia
Actualment es considera una espècie monotípica, però les tres subespècies de Carpoacus davidianus eren incloses a pulcherrimus fins als treballs de Rasmussen et Anderton 2005.